# Georges Audibert
Pour les articles homonymes, voir Audibert.
Georges Auguste Audibert, né le 9 avril 1885 à Lyon et mort le 28 septembre 1915 à Souchez est un juriste et écrivain français.

## Biographie
Né le 9 avril 1885 à Lyon, George Auguste est le fils d'Adrien Audibert professeur à la faculté de droit de Paris et de Jeanne Munier, fille du sénateur Louis Munier (Sénateur du Rhône, maire de Beausemblant et adjoint au maire de Lyon). Georges Audibert fait partie d'une grande famille de juristes : il est le frère de Marcel Audibert, conseiller à la Cour de cassation et de Marthe Chabrun née Audibert  dont l'époux César Chabrun est professeur à la faculté de droit de Paris.
Docteur en droit Sciences Politiques et Économiques en 1912 (thèse : La Séparation des Églises et de l'État et l'organisation des cultes protestants). Il est chargé de cours à la faculté de droit de Paris. 
Mobilisé en tant que sergent au 246e régiment d'infanterie durant la Première Guerre mondiale, il est tué à l'ennemi le 28 septembre 1915 près de Souchez .
Il est décoré de la croix de guerre et de la médaille militaire à titre posthume et a une citation : « Éclaireur volontaire, a pris une part active avec quelques hommes à la reconnaissance des positions ennemies, le 28 septembre 1915 au matin ; tué le même jour à l'assaut des dites positions. »
Par ailleurs écrivain et poète, son nom est inscrit sur un des murs du Panthéon parmi les Écrivains morts au champ d'honneur. Une partie de ses poèmes a été publiée post mortem en 1918 : Sous les yeux de la mort.

## Pour approfondir